# 麥克唐納灣 (南喬治亞群島)
54°0′S 37°28′W / 54.000°S 37.467°W
麥克唐納灣（英語：Macdonald Cove），是南極洲的海灣，位於南喬治亞群島，處於韋爾科姆群島東南面5公里，在1982年由英國南極名稱諮詢委員會命名，由英國海外領土管轄。